# Nécropole de Qazaxbəyli
La nécropole de Qazaxbəyli (en azéri : Qazaxbəyli qəbiristanlığı) est un site préhistorique datant de l'Âge du bronze final et du premier Âge du fer, situé à proximité du village de Qazaxbəyli, dans le raion de Qazax, dans l'ouest de l'Azerbaïdjan. Le site est daté approximativement des VIIe et VIe siècles av. J.-C. et appartient à la culture Khodjali-Gədəbəy. Il a été inscrit sur la liste des monuments historiques d'importance nationale en 2001.

## Situation
La nécropole est située à la lisière sud-ouest du village de Qazaxbəyli, sur la rive droite de la rivière Aghstev, dans une zone connue sous le nom de "Təpəaltı" (localement aussi appelée "Əziztəpə" ou "Eşşəktəpə"). Plus précisément, elle se trouve sur une petite éminence, à environ 354 mètres d'altitude. Cette région se situe dans la zone de transition entre la vallée de la Koura et le massif du Petit Caucase. L'emplacement se caractérise par la proximité d'un cours d'eau et une bonne vue sur les environs, ce qui constituait un facteur important dans le choix des sites d'habitat et de sépulture à l'époque préhistorique. La présence de nombreux monuments des âges du bronze et du fer dans la vallée de l'Aghstev témoigne de la densité de peuplement de la région durant la préhistoire.

## Contexte
Le site est daté de la première moitié du Ier millénaire av. J.-C., en particulier des VIIe et VIe siècles av. J.-C., et couvre la période de transition entre la métallurgie du bronze et la métallurgie du fer. À cette époque, de nouveaux types d'armes et d'outils sont apparus, la différenciation sociale s'est accentuée avec le développement de l'élevage équin, et des fortifications cyclopéennes à but défensif ont été érigées.
La nécropole de Qazaxbəyli est associée à la culture Khodjali-Gədəbəy sur la base du matériel archéologique et des pratiques funéraires. Cette culture couvrait les régions occidentales de l'Azerbaïdjan ainsi que les zones montagneuses et prémontagneuses du Petit Caucase, existant approximativement du XIIIe/XIIe aux VIIe et VIe siècles av. J.-C. La culture de Khodjali-Gədəbəy se caractérise par des tombes à ciste, des tombes en coffre de pierre et des kourganes, contenant des sépultures collectives ou individuelles,. Cette culture comporte de la céramique noire et grise, à surface polie et décorée de motifs géométriques, des armes en bronze et en fer (poignards, épées, pointes de lance), des ceintures en bronze ainsi que divers bijoux (bracelets, boucles d'oreilles, épingles à vêtement, perles),.

## Historique des fouilles

### Premières mentions et enregistrement
Les premières informations sur le patrimoine archéologique des environs du village de Qazaxbəyli remontent au milieu du XXe siècle. Une brève publication de C.Ə. Xəlilov en 1958 et une étude régionale de S.M. Qazıyev en 1962, attestent de l'existence d'une ancienne nécropole dans cette région. Le site a été inscrit au registre des monuments archéologiques d'Azerbaïdjan en 2001.

### Fouilles de sauvetage de 2019
En mai 2019, lors des travaux d'élargissement de la section de la route Bakou-Ələt-Qazax-Pont Rouge traversant le village de Qazaxbəyli, des tombes ont été découvertes fortuitement dans la zone de Təpəaltı. En conséquence, l'expédition archéologique Qazax-Tovuz de l'Institut d'Archéologie et d'Ethnographie de l'ANAS (actuel Institut d'Archéologie, d'Ethnographie et d'Anthropologie), dirigée par B. Cəlilov, F. Quliyev et Ş. Nəcəfov, a mené des fouilles de sauvetage. Au cours de ces fouilles, cinq sépultures en fosse ont été étudiées.
L'étude des tombes a révélé que les défunts étaient principalement inhumés en position fléchie (bras et jambes repliés vers l'abdomen), déposés sur le côté droit ou gauche. Bien que l'orientation des sépultures ait varié, les directions est-ouest et nord-ouest-sud-est prédominaient. Ce mode d'inhumation est typique de nombreux sites de la culture de Khodjali-Gədəbəy,.

## Vestiges archéologiques
Le mobilier funéraire suivant a été identifié dans les tombes :

### Céramique
Vases en argile de couleur noire et grise, de bonne cuisson, souvent à surface polie. Parmi les formes figuraient des gobelets, des cruches, des coupes et des couvercles (y compris des couvercles caractéristiques de type "stucco" à poignée en forme de champignon). La surface de certains vases était décorée de points imprimés, de lignes incisées ou d'ornements en relief. L'analyse typologique indique que la céramique date de la fin du Xe au VIIe siècle av. J.-C.

### Objets métalliques
Poignards en fer (l'un d'eux a été découvert encore attaché à une ceinture), pointes de flèches bilobées en bronze, épingles en bronze, appartenant vraisemblablement à l'habillement. La découverte d'objets en fer confirme le début de l'âge du fer.

### Parures
Plusieurs perles rougeâtres en cornaline ont été découvertes, probablement intégrées à des tresses de cheveux.

## Comparaison typologique des découvertes
Le matériel provenant de la nécropole de Qazaxbəyli, y compris les formes et l'ornementation de la céramique, les objets métalliques (poignards en fer, pointes de flèches en bronze) et les coutumes funéraires (position fléchie, orientation), présente des similitudes notables avec d'autres sites contemporains de la région de Qazax-Gadabay, tels que la nécropole de Zəyəmçay, Sarıtəpə, Babadərviş et d'autres sites de la culture de Khodjali-Gədəbəy. Cela témoigne du fait que la population de la région à cette époque suivait des traditions culturelles identiques ou très proches.

## Importance
La nécropole de Qazaxbəyli revêt une importance notable pour l'archéologie et l'histoire ancienne du nord-ouest de l'Azerbaïdjan durant le passage de l'âge du bronze à l'âge du fer.
- Elle permet de préciser l'aire de répartition de la culture de Khodjali-Gədəbəy et ses caractéristiques locales[3].
- Elle fournit des informations sur les coutumes funéraires, la structure sociale, les croyances religieuses et l'artisanat de l'époque[4].
- Elle contient des exemples de culture matérielle (y compris les premiers objets en fer) qui reflètent le processus de transition de l'âge du bronze à l'âge du fer.
- Elle offre du matériel d'étude sur la population ancienne de la région et ses contacts culturels avec d'autres régions du Caucase[14].

## État actuel et protection
La nécropole de Qazaxbəyli a été inscrite sur la liste des monuments historiques immobiliers d'importance nationale par la décision n° 132 du Cabinet des ministres de la République d'Azerbaïdjan en date du 2 aout 2001 (numéro d'enregistrement 1237). Les fouilles de sauvetage menées en 2019 en lien avec la construction routière ont permis de préserver une partie du monument de la destruction et de l'étudier scientifiquement. Cependant, le risque persiste que la zone continue d'être endommagée par les activités agricoles et le développement des infrastructures. Pour déterminer le plein potentiel du monument et assurer sa préservation à long terme, il conviendrait de définir précisément ses limites, de créer une zone de protection et de mener à l'avenir des recherches archéologiques plus étendues.